# Independence, Louisiana
Independence är en kommun (town) i Tangipahoa Parish i Louisiana. Vid 2010 års folkräkning hade Independence 1 665 invånare.